# Tomophyllum minutum
Tomophyllum minutum är en stensöteväxtart som först beskrevs av Bl., och fick sitt nu gällande namn av Barbara S. Parris. Tomophyllum minutum ingår i släktet Tomophyllum och familjen Polypodiaceae. Inga underarter finns listade.